# مشمشه

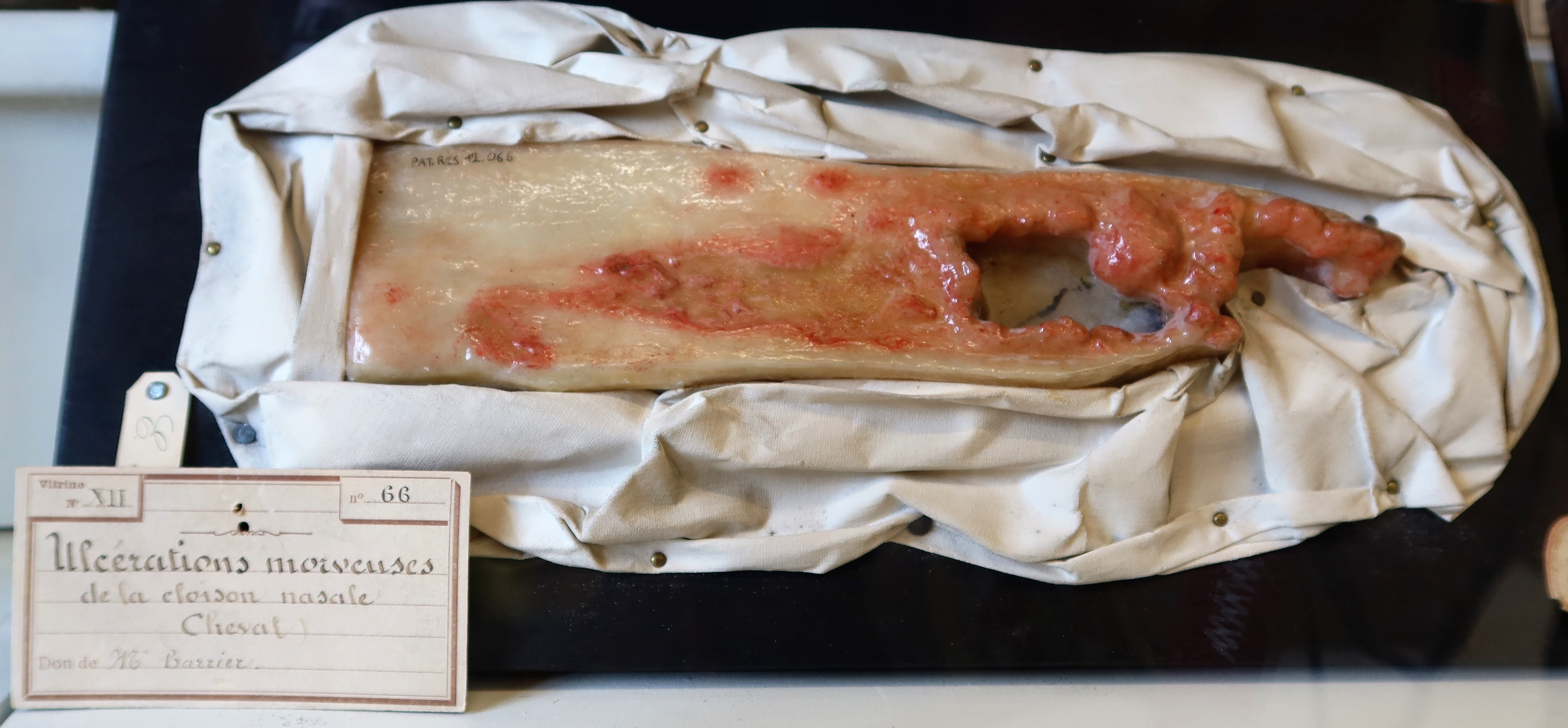
زخم‌های خراشیده تیغه بینی. نمونه ای که در موزه فراگونارد نگهداری می‌شود.

مشمشه بیماری باکتریایی واگیردار و خطرناکی است که بیشتر در تک‌سمی‌ها مشاهده می‌گردد. این بیماری بسیار کشنده در اسبها بیشتر دیده شده و از بیماری‌های مشترک انسان و دام است. در این بیماری درصورت مشاهده علائم بالینی که بیشتر «زخم‌های ستاره‌ای شکل ناحیه سوراخ‌های بینی» در تک‌سمی‌ها می‌باشد؛ بایستی فوراً معدوم‌سازی صورت گرفته تا از احتمال انتقال آن به انسان یا سایر حیوانات جلوگیری به عمل آید.

## عامل بیماری
عامل بیماری باکتری گرم منفی، غیر متحرک، فاقد کپسول و بدون اسپور است که در گذشته به نام سودوموناس مالئی (Pseudomonas mallei) شناخته می‌شد که اکنون بورخولدریا مالئی (Burkholderia mallei) نیز نامیده می‌شود.

## همه‌گیرشناسی
سودومناس مالئی یک انگل اجباری بوده که به سادگی با نور، گرما و ضدعفونی‌کننده‌های معمولی از بین می‌رود و بنظر نمی‌رسد در جاهای آلوده بیش از شش هفته زنده بماند. اسب‌ها، قاطرها و الاغ‌ها از گونه‌های معمول درگیر می‌باشند.
جانورانی که از تغذیه بدی برخوردارند یا در جای نامناسب نگهداری می‌شوند از حساسیت بیشتری برخوردارند.
انسان نیز در زمره جانداران حساس به این عامل عفونی است که بیشتر موارد بیماری منجر به مرگ می‌شود. جانوران آلوده یا حاملینی که در ظاهر تندرست بوده و از بیماری جان سالم به در برده‌اند، از عمده‌ترین منابع آلودگی به‌شمار می‌آیند.
روش انتشار آلودگی بدین صورت است که آسیب‌ها و ضایعات ناشی از باکتری در ناحیه شش‌ها (آبسه مانند) پاره شده و عامل بیماری به درون برونشیول‌ها راه یافته و باعث عفونی شدن راه‌های تنفسی بالایی می‌گردد که با دفع شدن ارگانیسم (باکتری مولد) از بینی و دهان امکان انتشار و انتقال آن فراهم خواهد شد.
انتشار بیماری بیشتر از راه بلع مواد غذائی آلوده با منشأ ذکر شده اتفاق می‌افتد که در این زمینه آبشخورهای مشترک و آلوده نقش به سزایی خواهند داشت.
تماس مستقیم با پوست آلوده و وسایل تیمار (مانند غشو) اگر چه می‌تواند خطر آفرین باشد لیکن گاهی ایجاد بیماری پیشرونده می‌نماید. همچنین انتشار بیماری از راه استنشاقی نیز می‌تواند اتفاق بیفتد ولی این شکل آلودگی در شرایط طبیعی بسیار نادر می‌باشد.
مشمشه هم‌اکنون در کشورهای آمریکای شمالی ریشه کن شده‌است ولی مناطقی از جهان از جمله آسیای صغیر، آسیا و آفریقا همچنان آلوده هستند. از آنجا که به تازگی پرورش و نگهداری اسب به ویژه به صورت متراکم رو به پیشرفت است و جابجایی دام‌ها در این شرایط بیش از گذشته و به مقاصد گوناگون صورت می‌گیرد، بروز و گسترش بیماری مشمشه در این جمعیت‌ها دور از انتظار نخواهد بود. در چنین شرایطی میزان مرگ و میر ناشی از بیماری بسیار بالا خواهد رفت و در شمار کمی از حیواناتی که به ظاهر بهبود می‌یابند (حاملین) عامل بیماری هم چنان وجود دارد و البته گاهی دامهای آلوده بهبودی کامل می‌یابند.
گوشتخوارانی مانند شیر هم با خوردن گوشت آلوده به بیماری دچار شوند. همچنین آلودگی در گوسفند و بز نیز دیده شده‌است. با وجودی که انسان‌ها به بیماری خیلی حساس نیستند ولی از راه جراحات پوستی ممکن است به فرم گرانولوماتوز و پیمی بیماری دچار شوند. مرگ ومیر موردی از میزان بالائی برخوردار است.
به‌طور کلی اسبدارها که در ارتباط مستقیم و تنگاتنگ با اسب‌ها هستند و به ویژه دامپزشکانی که بدون دقت عمل لازم اقدام به کالبد گشایی حیوانات آلوده می‌کنند، در برابر خطر قرار دارند.

## پاتوژنز
هجوم جرم بیشتر از راه دیواره روده اتفاق افتاده و رخداد بیماری یا به گونه سپتی سمی (شکل حاد بیماری) یا به گونه باکتریمی (شکل مزمن بیماری) اتفاق می‌افتد. عامل بیماری همواره در ریه جایگزین شده ولی پوست و مخاط بینی نیز در زمره اندام‌های درگیر قرار دارند. ممکن است دیگر احشاء نیز محل پایه‌ریزی ندول‌های تیپیک گردند.
نشانه‌هایی که در مرحله پایانی بیماری دیده می‌شود، بیشتر مربوط به برونکوپنومونیا بوده و مرگ در موارد تیپیک بیماری به دلیل آنوکسی آنوکسیا پیش می‌آید.

## یافته‌های بالینی
فرم حاد بیماری: تب بالا، سرفه، آبریزش بینی همراه با گسترش سریع زخم‌هایی روی مخاط بینی و همچنین ندولهایی بر روی پوست قسمت زیرین دست‌ها یا شکم بروز می‌نماید. مرگ در اثر سپتیسمی (ورود میکروب به خون) ظرف چند روز اتفاق می‌افتد.
فرم مزمن بیماری: در این فرم از بیماری نشانه‌های بالینی به اندام‌های مبتلا که دچار ضایعات شده‌اند، بستگی خواهد داشت. هنگامی که موضعی شدن اصلی در ریه اتفاق بیفتد سرفه مزمن، تنفس دردناک و خونریزی‌های مکرر از بینی اتفاق خواهد افتاد. اشکال مزمن پوستی و بینی بیشتر با هم اتفاق می‌افتند. ضایعات مربوط به بینی بر روی قسمت‌های زیرین دیواره میانی و قسمت غضروفی میانی شکل می‌گیرند. ضایعات ذکر شده نخست به صورت ندولهائی باقطر یک سانتیمتر بوده که کم‌کم زخمی شده و نهایتاً به یکدیگر متصل می‌شوند. در مراحل نخستین تراوش‌های بینی به گونه سروزی بوده که ممکن است یک طرفی باشد ولی بعداً به شکل چرکی و سرانجام به شکل خون آلود در می‌آیند که معمولاً همراه با بزرگ شدن غدد لنفاوی زیر فکی خواهد بود.
شکل پوستی بیماری (سراجه یا FARCY) با پیدایش ندول‌های زیر پوستی (به قطر ۱۲ سانتیمتر) تشخیص داده می‌شود که به سرعت سر باز کرده و دارای تراوش‌های چرکی به رنگ عسل تیره (قهوه‌ای) خواهد شد. در برخی موارد ضایعات عمقی‌تر بوده و تراوش از راه فیستول‌های ایجاد شده خارج می‌شود.
رگ‌های لنفی به صورت فیبروزی، قطور و شعاعی از ضایعات خارج شده و با همدیگر ارتباط می‌یابند. گره‌های لنفاوی زه کشی‌کننده ناحیه، درگیر شده و ممکن است تراوش‌های غیرطبیعی داشته باشند.
عمده ناحیه درگیری ضایعات پوستی، قسمت میانی مفصل خرگوشی است ولی این گونه ضایعات در هر قسمت از بدن می‌تواند ایجاد شود.
جانوران درگیر با فرم مزمن بیماری عمدتاً تا چندین ماه بیمار بوده و پی در پی بهبودی رانشان می‌دهند ولی سرانجام یا از پادر آمده یا با یک بهبود ظاهری به عنوان موارد پنهان باقی می‌مانند.
یافته‌های کالبد گشایی: اگرچه هر گونه کالبد گشایی لاشه دام مبتلا به مشمشه به دلیل خطرات احتمالی توصیه نمی‌شود لیکن علایم بیماری در کالبد گشائی به قرار زیر است:
در شکل حاد بیماری خونریزی‌های پتشی فراگیر در تمام اندام‌ها مشاهده می‌گردد که همراه با برونکوپنومونی نزله‌ای شدید و بزرگی عقده‌های لنفاوی برونشیال است. در شکل مزمن به صورت معمول ضایعات در ریه‌ها به شکل ندول‌های ارزنی همانند آنچه در سل ارزنی دیده می‌شود، در تمام بافت ریه پخش و پراکنده می‌باشند. ضایعات و زخم‌ها روی مجاری تنفسی بالایی به ویژه مخاط بینی وجود داشته و با وسعت کمتری در مخاط لارنکس، نای و برونشیت‌ها دیده می‌شود. ندول‌ها و زخم‌ها در پوست و در زیر پوست (به گونه گسترش یافته) هم می‌توانند وجود داشته باشد.
عقده‌های لنفاوی که مسئول زه کشی اندام‌های در گیر هستند، بیشتر دربرگیرنده کانون‌های چرکی و عروق لنفی هم دارای ضایعات یکسان هستند. کانون‌های نکروتیک همچنین می‌توانند در دیگر اندام‌های داخلی نیز وجود داشته باشند. گهگاهی اکتینو مایسس پیوژنز به همراه پزودوموناس مالئی از بافت‌های آلوده جدا شده‌اند.

## تشخیص
قطعی‌ترین راه تشخیص هر بیماری جداسازی عامل بیماری است. در شکل حاد بیماری مشمشه جداسازی پزودو مناس مالئی از بافت‌های آلوده کار چندان دشواری نیست. این باکتری از رشد کمابیش آهسته و خوبی بر روی بیشتر محیط‌های کشت آزمایشگاهی برخوردار است که می‌توان سرعت رشد آن را با افزودن گلیسرول و خون دفیبرینه اسب افزایش داد که در این صورت در کشت بلاد آگار پس از دو روز کلنی هائی به شکل دایره ای، کوچک و به رنگ قهوه‌ای خاکستری ایجاد خواهد شد.
پزودوموناس مالئی، باکتری گرم منفی فاقد حرکت و از دید فعالیت‌های بیوشیمیائی بسیار ناتوان است که همین ویژگی‌ها آن را از پزودوموناس پزودومالئی عامل ملیوئیدوز تفریق می‌نماید.
جداسازی جرم از مواردی که درگیر اشکال مزمن و پنهان مشمشه می‌باشند، به سادگی میسر نبوده و در چنین حالاتی می‌بایست از تستهایی مانند آزمون‌های آلرژیک به منظور تشخیص بهره جست. مهم‌ترین و اصلی‌ترین روش تشخیص بیماری، آزمایش آلرژیک با تزریق میان‌پوستی در پلک پائین با مایه مالئین است.
آزمایش یاد شده از حساسیت و ویژگی کمابیش بالایی برخوردار است. مایه مالئین به کار گرفته شده از پادگنی که از کشت باکتری مشمشه در محیط کشت بویون گلیسرینه بدست می‌آید، گرفته می‌شود که تزریق در حیوان تندرست بی‌ضرر بوده ولی در حیوانات آلوده (راکتور) باعث تورم و تراوش چرک از گوشه چشم می‌گردد.
دوز تزریقی آن ۱/۰ میلی‌لیتر بوده که از محلول رقیق شده آن با آب فنیکه پنج در هزار که در این حالت به نام مالئین فنیکه گفته می‌شود استفاده می‌گردد. برای انجام آزمایش پس از مقید کردن حیوان به طریق لواشه زدن لب بالا یا گوش با یک دست، پلک پائین را در میان انگشتان شصت و سبابه ثابت نموده و همانند تزریق میان جلدی توبرکولین، تزریق تک دوزی انجام خواهد گرفت.
توجه: باید یادآوری گردد به دنبال تزریق مالئین از هر گونه تمرین‌های آموزشی استرس‌زا جداً خودداری گردد. زمان قرائت ۴۸ ساعت پس از تزریق است هرچند در مواردی ممکن است واکنش مثبت حتی در کمتر از ۴۸ ساعت مشاهده گردد. آزمایش و قرائت باید در روز و و در مجاور نور کافی و هوای روشن انجام گیرد و زمان قرائت از ۴۸ ساعت تجاوز ننماید. آزمایش به جز در مواقع اضطراری در فضای سرپوشیده انجام گرفته و دام تا زمان قرائت تحت آن شرایط نگهداری گردد.

## کنترل
متأسفانه این بیماری واکسن و روش پیشگیری از راه ایمن‌سازی ندارد و اهم روش‌های مهار بیماری بر این پایه اند:
- رعایت شرایط قرنطینه‌ای کامل و پیشگیری از هر گونه رفت‌وآمد بدون ضابطه دام. منظور دامی است که پیشینه آن از لحاظ سلامتی دقیقاً مشخص نیست. گفتنی است که هم‌اکنون همگی اسب‌هایی که توسط کارشناسان سازمان دامپزشکی کشور مورد آزمایش مالئین قرار گرفته‌اند دارای برگه گواهی سلامت مدت دار هستند که در آن وضعیت سلامتی دام کاملاً مشخص شده‌است.
- انجام آزمایش مالئین به صورت روتین به فاصله هر ۳ هفته تا هنگامی که جمعیت دلخواه در ۳ آزمایش پیاپی هیچگونه موردی از واکنش مثبت یا مشکوک نداشته باشد.
- جداسازی و معدوم سازی هرچه سریعتر دام‌های رآکتور که بدین منظور اقدامات بهداشتی زیر باید به دنبال تشخیص دام رآکتور انجام گیرد:
۱ - وسایل انفرادی و تیمار دام دچار به طورکلی سوزانده و معدوم شود.
۲ - پس از سوزاندن و دفن بهداشتی فضولات و کود، جایگاه اسب با مواد ضدعفونی‌کننده گند زدایی شده (مناسبترین ضدعفونی‌کننده سود سوزآور است) و حداقل به مدت ۶ هفته بدون استفاده بماند.
1. معدوم کردن اسب آلوده با رعایت مسائل بیوسکوریتی به گونه‌ای که تماس با دام به کمترین حد ممکن برسد.
2. محل دفن لاشه باید پیش از معدوم کردن دام آلوده آماده شده باشد، این محل باید به دوراز کانال آب، چشمه، کاریز و دیگر مسیرهای همگانی باشد.